# 日本カヌースプリント選手権大会
日本カヌースプリント選手権大会（にほん―せんしゆけんたいかい）は、日本カヌー連盟が主催するカヌースプリントの全国大会である。毎年秋に石川県小松市・木場潟カヌー競技場で開催される。

## 概略
日本カヌー界でもっとも歴史が長く権威のある大会として知られている。
「日本カヌー選手権大会」として1942年に初開催。その後、カヌー競技の多様化により「日本カヌーフラットウォーター選手権大会」に改称。
戦後よりしばらくは持ち回り開催であったが、2002年より木場潟カヌー競技場に固定される（持ち回り時代にも1992年と1999年の2回開催されている）。
2005年からは地域活性化センターの補助を受け、ジュニア・ジュニアユース大会も併催。
2009年より現大会名となる。

## 種目
距離は1000m、500m、200mの3種類でそれぞれK-1、K-2、K-4、C-1、C-2、C-4、WK-1、WK-2の8タイプがある。